# نظرية بلوخ

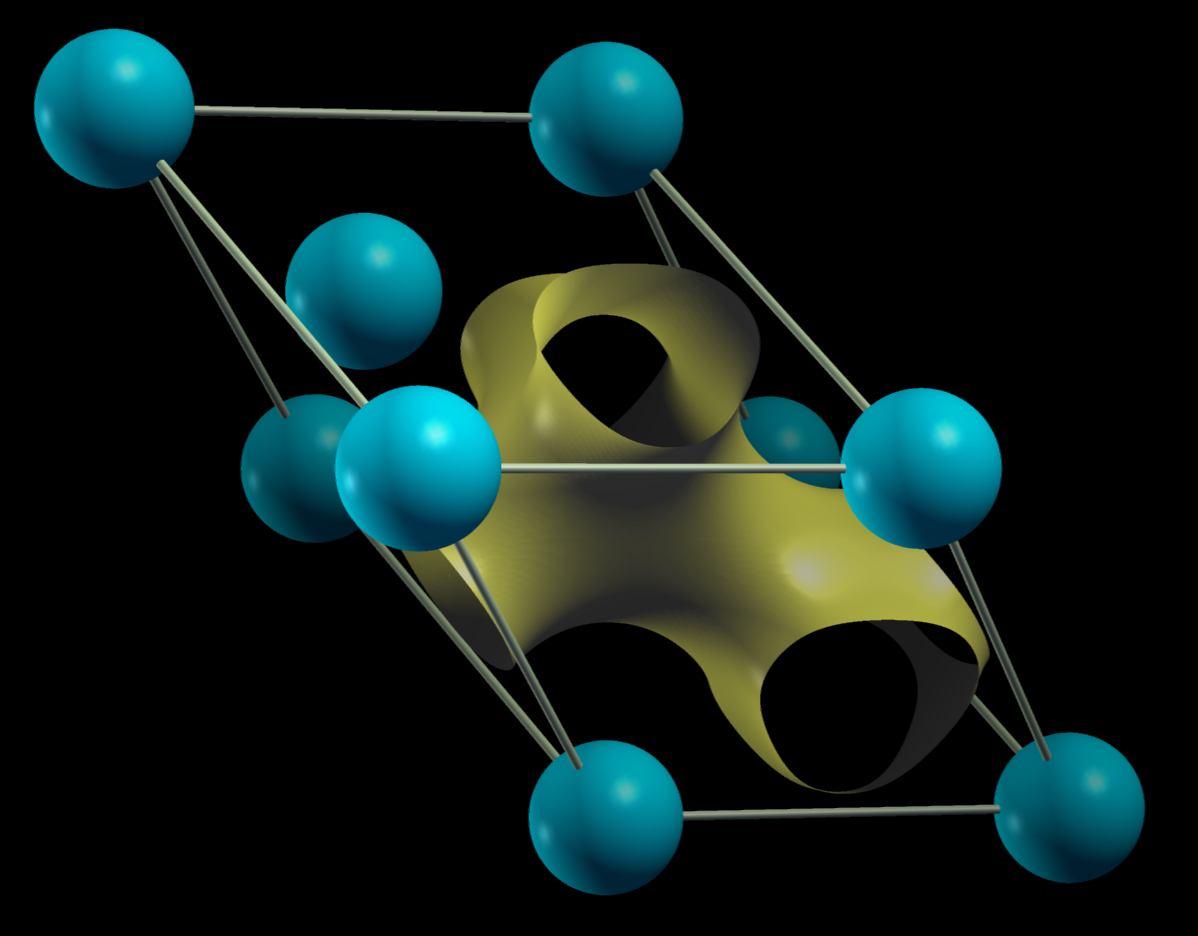

في فيزياء المادة المكثفة، تنص نظرية بلوخ على أن حلول معادلة شرودنغر في الجهد الدوري تأخذ شكل موجة مستوية معدَّلة بواسطة دالة دورية. رياضيًا:
| دالة بلوخ {\displaystyle \psi (\mathbf {r} )=\mathrm {e} ^{\mathrm {i} \mathbf {k} \cdot \mathbf {r} }u(\mathbf {r} )} |
حيث {\displaystyle \mathbf {r} } هو الموضع، {\displaystyle \psi } هي دالة الموجة، {\displaystyle u} هي دالة دورية لها نفس دورية البلورة، متجه الموجة {\displaystyle \mathbf {k} } وهو ناقل الزخم البلوري، {\displaystyle \mathrm {e} } هو عدد أويلر، و{\displaystyle \mathrm {i} } هي الوحدة التخيلية.
تُعرف دوال هذا النموذج بدوال بلوخ أو حالات بلوخ، وتُستخدم كأساس مناسب لدالة الموجة أو حالات الإلكترونات في المواد الصلبة البلورية.
سميت على اسم الفيزيائي السويسري فليكس بلوخ، ووصف الإلكترونات باستخدام دوال بلوخ، التي يطلق عليها إلكترونات بلوخ (أو في كثير من الأحيان موجات بلوخ)، يشكل أساس مفهوم هياكل النطاق الإلكترونية.
تُكْتَب هذه الحالات الذاتية مع الرموز الفرعية كـ{\displaystyle \psi _{n\mathbf {k} }}، حيث {\displaystyle n} هو محدد النطاق، يسمى مؤشر النطاق، وهو موجود نظرًا لوجود العديد من الدوال الموجية المختلفة بنفس {\displaystyle \mathbf {k} } (لكل منها مكون دوري مختلف {\displaystyle u}). داخل النطاق (أي عند ثبوت {\displaystyle n})، {\displaystyle \psi _{n\mathbf {k} }} يختلف باستمرار مع {\displaystyle \mathbf {k} }، كما تختلف طاقتها. أيضا، {\displaystyle \psi _{n\mathbf {k} }} تكون ثابتة فقط في حدود متجه شبيكة مقلوبة ثابت{\displaystyle \mathbf {K} }، أو، {\displaystyle \psi _{n\mathbf {k} }=\psi _{n(\mathbf {k+K} )}}. لذلك، متجه الموجة {\displaystyle \mathbf {k} } يمكن حصره في منطقة بريليون الأولى من الشبيكة المقلوبة دون فقد العمومية.